# Maria Ghika-Comănești
Maria Ghika-Comănești (n. 6 mai 1851 – d. 10 iulie 1885) a fost fiica cea mică a lui Nicolae Ghika-Comănești (1815-1851) și a Ecaterinei Plagino (1820-1881).
În 1869 a devenit soția prințului Alexandru B. Știrbei. A avut 8 copii, murind după nașterea fiicei sale Ioana, la 10 iulie 1885. A fost înmormântată în capela Știrbey, aflată în parcul palatului Știrbei de la Buftea.
Dintre cei opt copii ai lor, doi au fost băieți și șase fete: Elisa (1870-1957), Elena (1871-1897), Barbu (1872-1946), Zoe (1874-1896), Maria (1876-1963), Adina (1877-1967), George (1883-1917) și Ioana (1885-1914). Primul dintre băieți a fost Barbu A. Știrbey.